# Poldine Carlo
Poldine Demoski Carlo (Nulato, 5 décembre 1920 – Fairbanks, 9 mai 2018) est une autrice américaine et une Grande Aînée (en) des Koyukon Athabaskans d'Alaska, peuple autochtone de cette région.

## Biographie
Née à Nulato, dans le territoire de l'Alaska, Poldine Carlo est un membre fondateur de la Fairbanks Native Association (FNA) qui a pour activité de fournir des services de santé, d'éducation et d’actions communautaires aux autochtones d'Alaska. Elle siège également au conseil de la Commission du Bicentenaire de l'Alaska et agit en tant que consultante pour la Tanana Chiefs Conference (en) (TCC), consortium tribal traditionnel des 42 villages de l'intérieur de l'Alaska qui s'efforce de répondre aux besoins et aux défis de plus de 10 000 autochtones d'Alaska. 
En 1940, Poldine Carlo épouse William "Bill" Carlo. Leur union donne naissance à huit enfants : cinq fils (William Jr., Kenny, Walter, Glenn et Stewart) et trois filles (Dorothy, Lucy et Kathleen (en)). Elle réside à Fairbanks, en Alaska, où elle meurt le 9 mai 2018, à l'âge de 97 ans.
Elle a écrit Nulato: An Indian Life on the Yukon, ouvrage qu’elle dédie à la mémoire de son fils, Stewart, décédé en 1975 dans un accident de voiture.
Un bâtiment situé dans le centre-ville de Fairbanks et appartenant à la FNA est baptisé en son honneur, le Poldine Carlo Building.
En 2015 elle a remporté le Shirley Demientieff Award destiné à récompenser les personnes ou les organisations exceptionnelles qui ont œuvré pour améliorer la vie des femmes et des enfants autochtones d’Alaska.
En 20218, elle entre dans la liste de l'Alaska Women's Hall of Fame (en).